# Províncies d'Angola

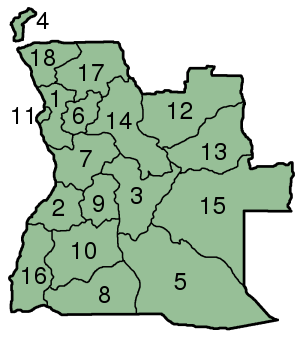
Mapa d'Angola numerat

Les províncies d'Angola són la divisió administrativa de primer nivell d'aquest país africà. Angola és dividida en 18 províncies (del portuguès províncias):

## Províncies
| Número | Província      | Capital      | Area (km²) | Població (2014 prelim. cens) |
| ------ | -------------- | ------------ | ---------- | ---------------------------- |
| 1      | Bengo          | Caxito       | 31,371     | 351,579                      |
| 2      | Benguela       | Benguela     | 39,826     | 2,036,662                    |
| 3      | Bié            | Kuito        | 70,314     | 1,338,923                    |
| 4      | Cabinda        | Cabinda      | 7,270      | 688,285                      |
| 5      | Cuando Cubango | Menongue     | 199,049    | 510,369                      |
| 6      | Kwanza-Nord    | N'dalatando  | 24,110     | 427,971                      |
| 7      | Kwanza-Sud     | Sumbe        | 55,600     | 1,793,787                    |
| 8      | Cunene         | Ondjiva      | 87,342     | 965,288                      |
| 9      | Huambo         | Huambo       | 34,270     | 1,896,147                    |
| 10     | Huíla          | Lubango      | 79,023     | 2,354,398                    |
| 11     | Luanda         | Luanda       | 2,417      | 6,542,944                    |
| 12     | Lunda-Nord     | Lucapa       | 103,760    | 799,950                      |
| 13     | Lunda-Sud      | Saurimo      | 77,637     | 516,077                      |
| 14     | Malanje        | Malanje      | 97,602     | 968,135                      |
| 15     | Moxico         | Luena        | 223,023    | 727,594                      |
| 16     | Namibe         | Namibe       | 57,091     | 471,613                      |
| 17     | Uíge           | Uíge         | 58,698     | 1,426,354                    |
| 18     | Zaire          | Mbanza Kongo | 40,130     | 567,225                      |